# Chinh Hoa
Lê Hy Tông (1675 tot 1705), zijn regeernaam (Nien Hieu) was Chinh Hoa, en gold van 31 januari 1680 tot mei 1705. Hij raakte betrokken bij de strijd om de troonopvolging in buurland Lan Xang omdat een prins van Lan Xang, Sai Setthathirat II, die aanspraak maakte op de troon in Vietnam woonde. Chinh Hoa besloot de claim van Sai Setthathirat II te steunen en gaf hem een leger, dit leidde indirect tot de verdeling van Lan Xang.